# Mogyorós pele
A mogyorós pele (Muscardinus avellanarius) az emlősök (Mammalia) osztályának rágcsálók (Rodentia) rendjébe, ezen belül a pelefélék (Gliridae) vagy (Myoxidae) családjába tartozó Muscardinus emlősnem egyetlen faja.

## Előfordulása
A mogyorós pele Európa legészakibb területei (Izland, Írország, Észak-Anglia, Skócia , Észak-Skandinávia, Finnország és Észak-Oroszország), illetve az Ibériai-félsziget kivételével az egész kontinensen elterjedt. Magyarországon viszonylag gyakori. Védett faj.

## Megjelenése

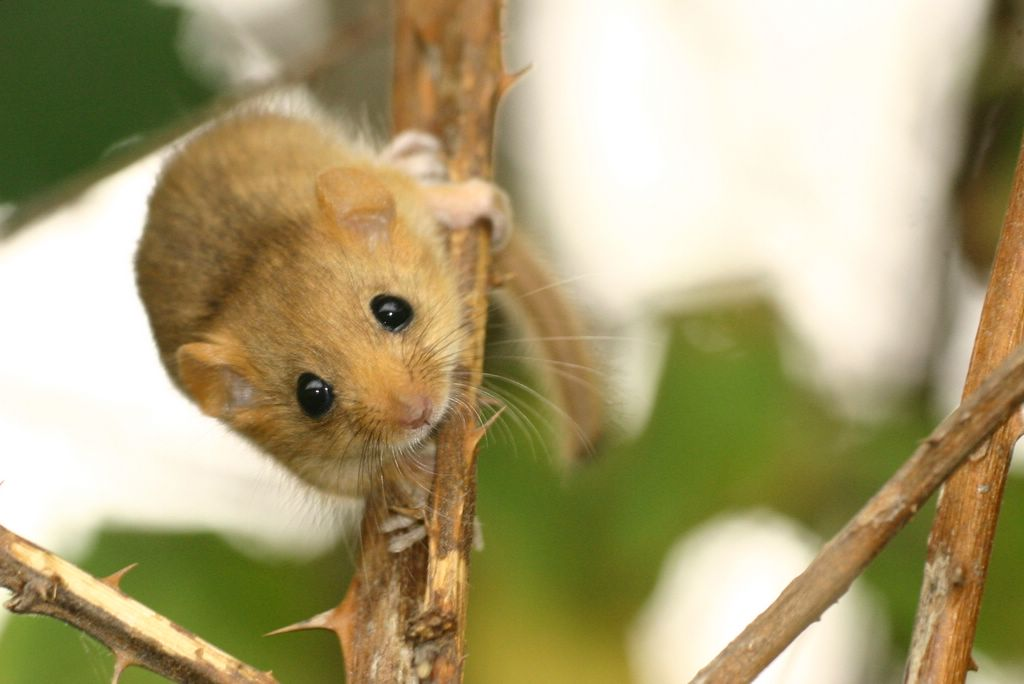
Szemei nagyok és feketék

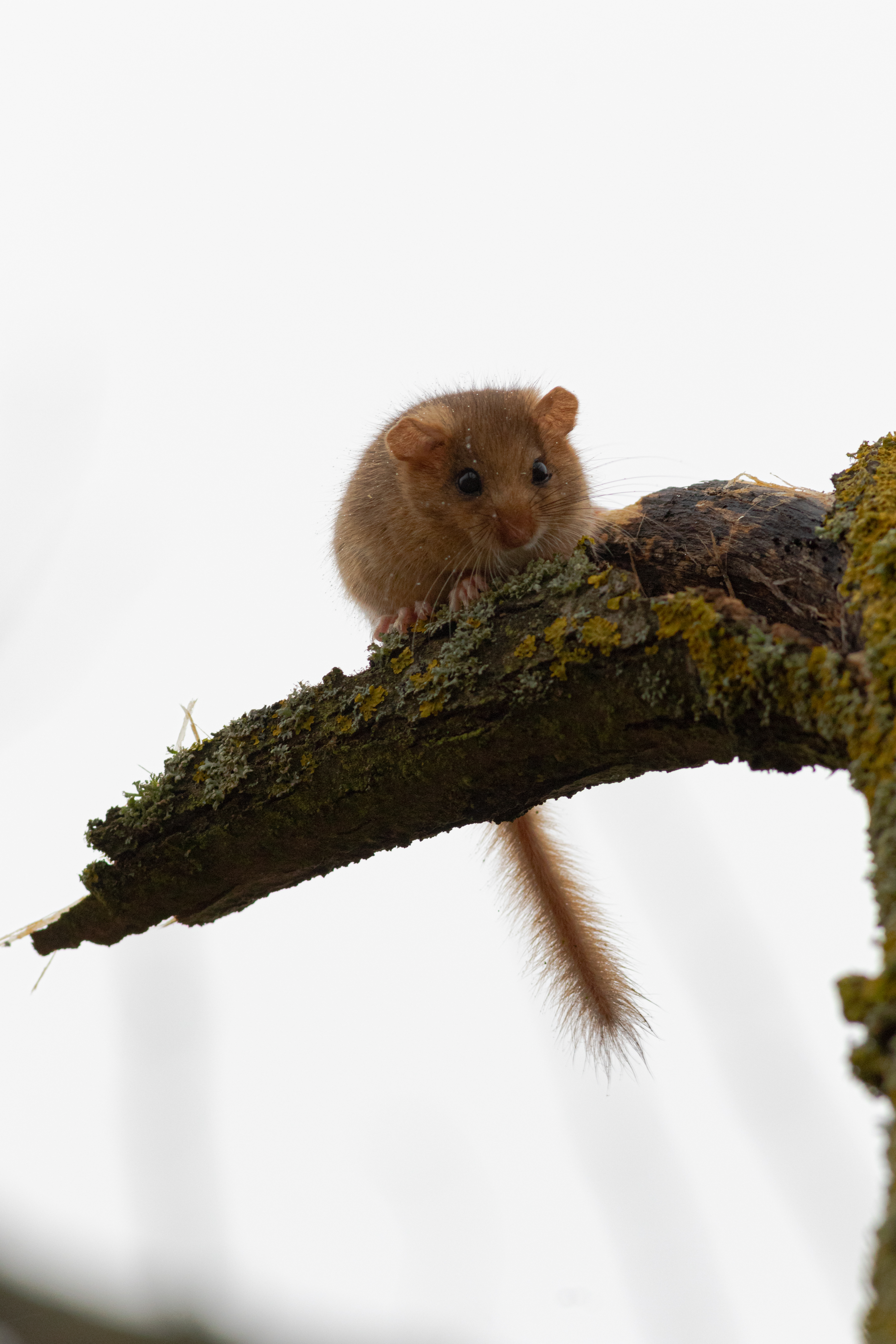
Téli álmából felkelt mogyorós pele Ipolyvisk községben

Az állat fej-törzs-hossza 6,5-8,5 centiméter, farokhossza 6,5-7,8 centiméter. Testtömege 15-25 gramm (téli alvás előtt elérheti a 35-43 grammot is). Bundája vöröses-szürkés sárga, hasi része világosabb. Mancsa párnázott, hogy az ágakon futva jól meg tudjon kapaszkodni. A mogyorós pelét dúsan szőrözött farka különbözteti meg a hasonló nagyságú egerektől. Füle lekerekített, viszonylag kicsi. Feltűnően nagy fekete szeme az állat éjszakai életmódjára utal.

## Életmódja
A mogyorós pele a legkülönbözőbb erdők lakója, az alföldektől a fahatárig. Cserjésekben és parkokban ugyancsak előfordul. Csak az aljnövényzet nélküli magas fenyveseket kerüli. Lakóhelyéhez igen ragaszkodik. A nőstények általában egy alig 100 méter sugarú körön belül maradnak, a hímek valamivel távolabbra is elkóborolnak. Az egy tevékenységi időszakon belül bizonyított legnagyobb megtett távolság 1600 méter volt. A revír átlagos nagysága, az állat tulajdonképpeni tartózkodóhelye körülbelül 2000 négyzetméter. Itt a mogyorós pelék főként a bokrok között keresik táplálékukat. Éjjel tevékenykedik, és téli álmot alszik. Ősz felé éjjeli fennlétét egyre hosszabb alvásokkal rövidíti meg, majd október vége felé téli álomba merül, amely áprilisig tart. Nyáron gyakran költözik be a madaraknak készített tojóládákba; a téli alvás során szabályos időközökben felébred. Ha nyáron nagy a hőség, az állat nyári álomba is merülhet.
A mogyorós pelének kétféle fészke van. A fialófészek átmérője körülbelül 15 centiméter, a nőstény faüregben helyezi el. A fészek elhelyezkedése rendszerint mintegy 1 méterrel a talaj felett, lehet azonban akár 20 méter magas fán is. A téli fészek a földön vagy a föld alatt, teljesen lezárva van. Az alvó állat csak minden 5-10 percben vesz lélegzetet; szívverésének üteme a tizedére csökken.
Tápláléka magvak, rügyek, bogyók és fák gyümölcsei; de kora tavasszal rovarokat és azok lárváit is elfogyasztja. Főbb ellenségei: a menyét, a hermelin, a baglyok, Magyarországon főleg a macskabagoly. A mogyorós pele mintegy 4 évig él, de a fiatalok nagy része, közel 70%-a elpusztul. Létszámcsökkenésének fő oka az élőhelyei megszüntetése, téli álmuk megzavarása, téli hőmérséklet-ingadozások, erős lehűlések után hirtelen enyhülések, valamint jelentős számban válnak macska, róka és vaddisznó áldozatává.

## Szaporodása
Az ivarérettséget egy éves korban éri el. A párzási időszak áprilistól októberig tart. A nőstény évente 1–3 almot hoz a világra, csak a magasabb hegyekben ellik évente egyszer. A vemhesség 22–24 napig tart, ennek végén 2–7, legtöbbször azonban 3–4 utód születik. A kölykök 18 napos korukban kezdenek látni, és 40 napig az anyjuk mellett maradnak.